# 橋本紡
橋本紡（はしもと つむぐ，1967年9月22日—）是日本三重縣伊勢市出生的作家，主要作品以輕小說為主，但最近較多著作一般小說，血型為AB型。

## 經歷
以作品《猫目狩り》得到第四屆電擊遊戲小說大獎後出道。也有像是《バトルシップガール》的科幻作品，不過最近的作品以平穩的現代舞台較多。巧妙描寫人物情感，擅長描寫人與人相處間痛苦、悲傷的氣氛。喜歡貓，作品中經常登場。
作品《仰望半月的夜空》改編為廣播劇後，接著改編為動畫、電視劇，之後又再度改編為廣播劇並改編為電影。
幾乎所有作品都是電擊文庫出版，但最近也有在文庫以外的領域發表作品。
曾于2013年4月表明隐退倾向，但其后仍有发布作品。现居住于马来西亚吉隆坡。

## 作品一覽
MediaWorks
- （上、下）
- （1卷～6卷、SP）
- （全6卷）
- 仰望半月的夜空（全8卷）
  - 仰望半月的夜空 one day（視覺小說）
  - 半月－HANGETSU－（插畫家的畫集，書中收入橋本紡的短篇外傳小說「花冠」）

新潮社
- ，流星慢舞（小知堂出版社）

光文社
角川書店
講談社
集英社
文藝春秋

## 外部連結
- 橋本紡个人網站[]（关闭前于互联网档案馆的存档，2014年7月24日）
- 橋本紡的博客[]（关闭前于互联网档案馆的存档，2014年9月1日）
- 橋本紡的X（前Twitter）（已冻结）
- 桥本纺的Facebook專頁